# Kenyatopadema reyi
Kenyatopadema reyi är en skalbaggsart som beskrevs av Marc Lacroix 2009. Kenyatopadema reyi ingår i släktet Kenyatopadema och familjen Melolonthidae. Inga underarter finns listade i Catalogue of Life.